# Jozef De Keersmaecker
Jozef De Keersmaecker (Antwerpen, 16 mei 1860 - 26 oktober 1931) was een Belgisch arts, Vlaams activist tijdens de Eerste Wereldoorlog en lid van de Raad van Vlaanderen.

## Levensloop
De Keersmaecker doorliep de humaniora aan het Onze-Lieve-Vrouwecollege in Antwerpen en promoveerde in 1885 tot doctor in de geneeskunde aan de Katholieke Universiteit Leuven. Hij ging verder studeren aan de universiteiten van Wenen, Berlijn, Dresden, Leipzig en Parijs en specialiseerde zich hierbij in de urologie.
Hij vestigde zich in  Antwerpen en richtte er de Centrale Kliniek op. Hij leverde bijdragen tot de ontwikkeling van de urologie in België.
In 1916 aanvaardde hij een hoogleraarschap urologie aan de vernederlandste universiteit Gent. Dit sleepte hem binnen in het activisme en hij werd voorzitter van het Vlaamsch Verbond, dat een federaal België voorstond.
Via Pieter Tack werd hij lid en weldra voorzitter van de Raad van Vlaanderen. Hij nam ook de leiding van de geneeskundige diensten van Volksopbeuring. Hij was tevens ook actief in de activistische propaganda, herbergde de Antwerpse afdeling van het Centraal Vlaamsch Propagandabureau in zijn eigen woning en gaf regelmatig spreekbeurten. Hij voerde ook actie voor de vernederlandsing van het onderwijs.
In 1920 werd hij tot levenslange gevangenis veroordeeld, en was ondertussen naar Nederland gevlucht, waar hij opnieuw als arts werkte. Na de uitdovingswet van 1929 keerde hij naar Antwerpen terug, maar een paar jaar later bezweek hij aan een hartkwaal.